# Krzysztof (antypapież)
Krzysztof (ur. w Rzymie, zm. w 904) – antypapież w okresie od września 903 do stycznia 904.

## Życiorys
Był kapelanem nadwornym papieża Leona V i kapłanem kościoła św. Damazego. W sierpniu 903 zmusił prawowitego papieża Leona V do abdykacji, a potem wtrącił do więzienia i kazał go zamordować. Następnie obwołał się papieżem i nakazał konsekrować. Antypapież Krzysztof został zdetronizowany i zmuszony do wstąpienia do zakonu (wraz z Leonem V) w styczniu 904 przez papieża Sergiusza III. Krótko potem, z rozkazu papieża, został uduszony.